# 세계택견대회
세계택견대회는 매년 충주에서 개최되는 택견대회로 일반적인 '세계<종목>대회'와는 조금 다르다.  
보통 세계대회(세계선수권, 국제대회 등)란 국제올림픽위원회에 가입된 해당 종목의 세계연맹(IF)이 주최하거나 국가연맹(NF)에 개최 권한을 주어 개최되는 경우가 대부분이지만, 세계택견대회는 충청북도와 충주시가 예산을 지원하는 한국택견협회가 주최/주관한다.  
때문에, 매년 개최 국가, 개최 도시가 바뀌는 다른 세계대회와 달리 세계택견대회는 충주 이외에 지역에서 개최된 역사가 없다. 충주에서만 개최되는 세계대회인 것이다.  

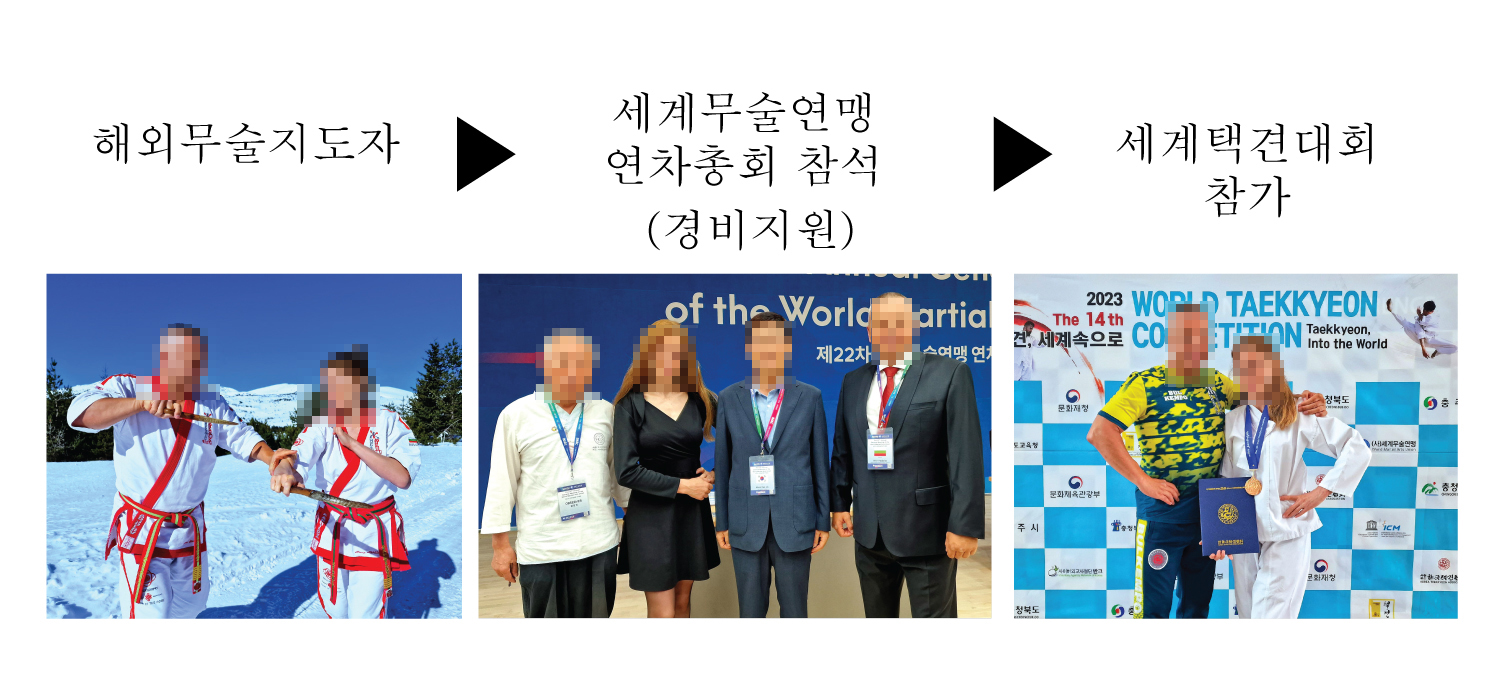
세계택견대회 선수 참가 방식

주최 측에서 발표한 참가 규모를 보면, 이미 제2회 세계택견대회(2010)에서 이미 14개국 800여 명이 참가했다고 하나 실제 참가 규모와는 차이가 있어 보인다.  
매년 대회 참가자의 절반 이상이 대한민국 참가자이며, 해외 참가자들은 대부분 전문 택견 선수가 아닌 타 종목을 수련 지도자들이다.  
세계 무예 종목 지도자(선수)들이 택견대회에 참가할 수 있는 이유는, 역시 충주에서 예산을 지원하는 세계무술연맹이 같은 시기 연차총회와 국제연무대회를 개최하며 해외 지도자들에게 경비를 지원하고, 충주에 머무는 일정 중 택견대회에 참가하는 방식이다.(세계무술연맹 창립 취지 자체가 택견홍보를 위한 충주세계무술축제를 지원이다.)  

## 논란

### 1. 부정확한 참가자 수
충주시에서 제공한 세계택견대회 참가국과 참가자 수와 대회를 주관하는 (사)한국택견협회 홈페이지에 명시된 참가국과 참가자 수가 일치하지 않는 경우도 있어 참가자 수를 정확하게 파악하기 어렵다. 제10회 세계택견대회(2018) 참가자 수를 확인해보면 (사)한국택견협회 홈페이지에 국내 참가자 수가 350여 명으로 표시된 것과 달리 충주시 자료에는 72명(8개팀)에 국내선수가 참가했다는 것을 확인할 수 있다.  
또한 제2회 세계택견대회(2010)에 경우 14개국 800여 명이 참가했다고 하지만 충주시에서 제공한 자료에 따르면 해외 참가자는 38명이 출전한 것으로 확인되어 이 역시도 정확한 수치로 보기 어렵다. 
세계택견대회는 전통 무예인 택견의 세계적 보급과 발전을 목표로 매년 개최되지만 앞서 언급한 바와 같이 충주세계무술축제와 연계하여 진행함으로써 참가자 수를 증가시키는 효과를 얻고 있으며, 이러한 방식은 대회의 위상과 진정성을 떨어뜨릴 수 있다는 비판을 불러올 수 있다. 
조길형 충주시장은 "세계 여러 나라의 각종 무술을 불러들이면서 택견을 가리는 결과를 초래했다."고 밝혔다. 이는 앞서 언급한 바와 같이 대회에 참가하는 외국 참가자 대부분이 국제올림픽위원회에 등록된 전문 택견선수가 출전하는 것이 아니라, 단시간 택견 교육을 받은 타 종목 수련 지도자들이 대회에 참가하는 상황에 대한 의견으로 추측할 수 있다. 
독립적인 대회로서의 정체성을 확립하고 택견의 매력과 가치를 강조하는 방향으로 대회를 진행하는 것이 필요하다는 지적과 함께, 외국 선수들의 전수 기간이 짧아 기량이 떨어지므로 세계대회는 시기상조라는 지적도 제기되고 있다.

### 2. 국가연맹을 배제한 유일한 세계대회
일반적인 세계대회는 해당종목의 국가연맹(National Federation, NF)에게 개최 권한을 부여해 개최되는 경우가 대부분이다. 하지만 세계택견대회는 (사)한국택견협회가 충청북도와 충주시에서 예산지원을 받으면서 오직 충주에서만 개최된다.
제13회 세계택견대회(2022)에 경우에는 시도 예산 뿐만 아니라 국비 5000만원을 추가로 지원받았지만 이 역시도 충주에서 개최됐다.  이는 세계무술연맹이 같은 시기 연차총회와 국제연무대회를 개최하고, 충주에 머무는 일정 중 택견대회에 참가하도록 유도하기 위함으로 해석이 할 수 있다. 
가장 큰 논란 중 하나는 국비 지원을 받는 대회임에도 불구하고 해당 종목의 국가연맹을 포함하지 않고 대회를 개최한다는 점이다. 제13회 세계택견대회(2022)에 경우에는 국비 예산 5000만원을 지원 받았지만, 정작 택견의 공식 국가연맹인 대한택견회는 이 대회에 운영과 조직에 포함시키지 않았다.
이러한 점은 대회의 공정성과 투명성에 대한 의문을 제기하게 한다. 국가연맹이 참여하지 않는 대회는 그 신뢰성과 권위가 떨어질 수밖에 없기 때문이다. 참가자 수라는 기본적인 부분에 대한 정보마저 찾기 어려운 이유도 이 때문일 것이며, 이는 택견의 발전과 보급을 위한 중요한 기회를 놓치게 되는 결과를 초래할 수 있다. 

## 연혁

###### (사)한국택견협회 홈페이지 내용 참조
충청북도 충주시가 주최한 2008년 제1회 세계택견대회는 중국, 일본, 우즈베키스탄 등 해외 13개국에서 임원 13명, 선수 25명이 참가해 무예를 겨루며 세계택견대회의 시작을 알렸다.  
2010년 개최된 제2회 세계택견대회는 우리나라를 포함한 가나, 남아프리카공화국, 덴마크, 러시아, 레소토, 우즈베키스탄, 일본, 잉글랜드. 중국, 카자흐스탄, 캐나다, 프랑스, 호주 등 총 14개국 800여명이 참가했으며(한국택견협회 발표 기준), 대회기간 중에는 한국의 전통문화를 체험할 수 있는 프로그램을 기획해 경쟁적인 경기뿐이었던 제1회 세계택견대회와 달리 축제형식의 대회가 진행되었다.  
충주시립우륵국악단 사물놀이와 택견비보이 트레블러크루의 공연으로 시작으로 시작한 제9회 세계택견대회는 대한민국을 포함해 미국, 호주, 요르단, 벨기에, 캄보디아, 콜롬비아, 프랑스, 가나, 인도네시아, 이탈리아, 이란, 카자흐스탄, 라오스, 말레이시아, 몽골, 몰도바, 미얀마, 폴란드, 포르투갈, 필리핀, 루마니아, 러시아, 스리랑카, 세네갈, 태국, 대만, 영국, 우크라이나, 우즈베키스탄, 베트남으로 역대 최다인 31개국에서 선수가 참가했다.  
코로나19로 온라인으로 진행된 제12회 세계택견대회는 자신들이 거주하는 도시를 배경으로 촬영한 영상물을 통해 4분 이내 영상물을 통해 순위를 결정하는 방식으로 진행됐으며, 제13회 세계택견대회 역시도 코로나19의 영향으로 온라인과 오프라인 병행으로 진행됐다. 그리고 온라인과 오프라인으로 병행되어 진행되오던 대회는 2023년 제14회 세계택견대회에서 4년만에 전 경기를 오프라인으로 진행하게 됐다.   

### 연도별 연혁
1. 제1회 세계택견대회 (2008)
  - 기간: 10월3일~10월4일
  - 주제: 택견은 세계로,세계는 택견으로
  - 장소: 호암체육관(충주)
  - 주최: (사)한국택견협회·세계택견연맹
  - 주관: (사)한국택견협회
2. 제2회 세계택견대회(2010)
  - 기간: 10월2일~10월3일
  - 장소: 세계무술축제장 내 택견문화촌, 충주시 택견전수관
  - 주최: (사)한국택견협회·세계택견연맹
  - 주관: (사)한국택견협회
3. 제3회 세계택견대회(2011)
  - 기간: 9월4일~9월5일
  - 장소: 세계무술축제장 내 보조무대, 충주시 택견전수관
  - 주최: (사)한국택견협회·세계택견연맹
  - 주관: (사)한국택견협회
4. 제4회 세계택견대회(2012)
  - 기간: 9월8일~9월9일
  - 장소: 충주 세계무술공원 내 택견촌
  - 주최: (사)한국택견협회·세계택견연맹
  - 주관: (사)한국택견협회
5. 제5회 세계택견대회(2013)
  - 기간: 9월7일~9월8일
  - 장소: 충주세계무술공원 및 택견전수관
  - 주최: (사)한국택견협회·세계택견연맹
  - 주관: (사)한국택견협회
6. 제6회 세계택견대회(2014)
  - 기간: 8월30일~8월31일
  - 장소: 충주 세계무술공원내 택견대회장
  - 주최: 충주시
  - 주관: (사)한국택견협회·세계택견연맹
7. 제7회 세계택견대회(2015)
  - 기간: 8월21일~8월22일
  - 장소: 충주 세계무술공원내 택견대회장
  - 주최: 충주시
  - 주관: (사)한국택견협회·세계택견연맹
8. 제8회 세계택견대회(2016)
  - 기간: 8월22일~8월23일
  - 장소: 충주시 호암체육관
  - 주최: 충주시
  - 주관: (사)한국택견협회·세계택견연맹
9. 제9회 세계택견대회(2017)
  - 기간: 7월29일~7월30일
  - 장소: 충주시 호암체육
  - 주최: 충주시
  - 주관: (사)한국택견협회·세계택견연맹
10. 제10회 세계택견대회(2018)
  - 기간: 8월11일~8월12일
  - 장소: 충주시 택견원
  - 주최: 충주시
  - 주관: (사)한국택견협회·세계택견연맹
11. 제11회 세계택견대회(2019)
  - 기간: 8월31일~9월01일
  - 장소: 충주시 택견원 內 택견특설경기장
  - 주최: 충주시
  - 주관: (사)한국택견협회·제11회 세계택견대회 추진위원회
12. 제12회 세계택견대회(2021)
  - 기간: 10.17
  - 장소: 코로나19로 인한 온라인 개최
  - 주최/주관: 충주시/(사)한국택견협회
13. 제13회 세계택견대회(2022) 온라인·오프라인 병행
  - 기간: 10월15일~10월16일
  - 장소: 유네스코 국제무예센터 택견경기장
  - 주최/주관: 충주시/(사)한국택견협회
14. 제14회 세계택견대회(2023)
  - 기간: 8월19일~8월20일
  - 장소: 유네스코 국제무예센터 택견경기장
  - 주최/주관: 충주시/(사)한국택견협회